# Sladoledni glavobol
Sladoledni glavobol, tudi sfenopalatinalna ganglionevropatija, je zvrst kratkotrajnega glavobola, ki je navadno povezan s hitrim uživanjem hladnih pijač in hrane, kot so npr. sladoled, sorbet in jogurt.
Nastane zaradi hitrega oženja in širjenja krvnih žil v obnosnih votlinah in mehkem nebu. Ko oseba zaužije hladno oz. mrzlo hrano ali pijačo, se krvne žile skrčijo, nato pa se hitro razširijo zaradi prevladujoče višje telesne temperature. Bolečinski receptorji (nociceptorji) naj bi bili pri nekaterih osebah preobčutljivi oz. se nenormalno odzivajo na širjenje teh žil. Dražljaji se prenašajo po trivejnem živcu, kar možgani interpretirajo kot bolečino v sprednjem delu glave, ki ga ta živec oživčuje (inervira). V osnovi naj bi bil mehanizem podoben tistemu pri migreni, kjer bolečino sproži prekomerno širjenje krvnih žil in/ali sproščanje vnetnih dejavnikov.
Raziskava, opravljena na več kot 8.000 naključno izbranih dijakih v Tajvanu, je pokazala, da je prevalenca (razširjenost) sladolednega glavobola 40,6 %, prevladujejo pa moški, prav tako je pogostejši pri osebah z migrenami. Raziskava, opravljena na 145 naključno izbranih dijakih v Kanadi, je pokazala, da se je sladoledni glavobol pojavil v večjem deležu pri osebah, ki so sladoled hitro zaužile (tj. v manj kot 5 s), v primerjavi z osebami, ki so ga zaužile počasneje (tj. v 30 s en del, ostali del pa po svoji presoji).
Za osebe s sladolednimi glavoboli se priporoča, da hladne jedi in pijače uživajo počasi ter da živilo zadržujejo predvsem v sprednjem delu ustne votline, da se zmanjša stik z mehkim nebom. Nekateri priporočajo tudi ogrevanje mehkega neba z dvigom jezika ali pitje mlačne vode. Izogibanje dotičnim živilom prav tako zmanjša pojav teh glavobolov.